# Оссолінські

Герб Топор.

Графський герб Оссолінських.

Княжий герб Оссолінських.

Оссолі́нські (пол. Ossoliński, Ossolińscy) — польський шляхетський рід гербу Топор. Перші писемні згадки — XIV століття. Походив від середньовічного польського роду Топорчиків з Моравиці біля Кракова, що осіли в Оссоліні поблизу Сандомира. Засновником роду вважається Ян з Оссоліна — син великого маршалка коронного і краківського каштеляна Навоя з Тенчина. Нащадки Яна успадкували підпис «з Оссоліна» й дали початок роду Оссолінських. З 1-ї половини XVI століття вони стали писатися «Оссолінськими». У 1633 році Юрій Оссолінський отримав титул імперського князя, започаткувавши княжу гілку «дому» Оссолінських. У XVIII столітті представники роду здобули графські титули. 1817 року Юзеф-Максиміліан Оссолінський заснував бібліотеку Оссолінських — одну з найбільших польських бібліотек. Головна гілка роду згасла на початку XX століття.

## Представники
- Ян (Ясько) з Баліць, Ґозьліць, Оссоліна; за Каспером Несецьким, рідний брат засновника роду Тенчинських
  - Миколай (†1459)
  - Ян з Баліць, Ґозьліць, Клімонтова, Оссоліна, званий Оссолінським, Баліцьким
    - Анджей († перед 1488)
      - Ян (†1504), дружина — Анна Жешовська
        - Анджей
        - Ян
        - Станіслав
        - Якуб

      - Прокоп, дружина — Дорота з Тенчина
        - Миколай
          - Прокоп, дружина — Катажина Бірецька
            - Геронім — жидачівський, янівський староста, дружина — Ефрозина Чурило
              - Миколай

            - Збігнев —
              - Максиміліян
                - Францішek Максиміліян, староста хмільницький
                  - Юзеф Кантій
                    - Юзеф Салезій
                    - Анна Тереза, дружина Яна Потоцького

                - Ян Станіслав, генерал-майор коронних військ
                  - Александр Мацей,староста соколинський
                    - Юзеф Каетан, каштелян підляський
                      - Віктор Максиміліан, підполковник РІ

            - Миколай

        - Барбара — дружина Станіслава Чурила

      - Павел, дружина — Збігнева Слупецька
        - Геронім, дружина — Катажина Зборовська, донька Марціна
          - Зофія — дружина перемиського каштеляна Станіслава Дрогойовського
          - Ян Збігнев (1555—1623) — сандомирський воєвода, дружини: Ядвіга Сененська — донька подільського воєводи Ян Сененського, Анна Фірлей — донька Яна Фірлея, Катерина з Лисова Косинська, Катажина Варшевіцька
            - Кшиштоф
              - Кшиштоф Балдвін (†1650)

            - Максиміліян
              - Максиміліян Геронім
                - Юзеф
                  - Miхaл (бл. 1716—після 1788)
                    - Юзеф Максиміліян (†1826) — засновник фундації Оссолінських у Львові

              - Єжи Адам — люблінський староста

            - Ельжбета (Гальшка) — дружина Костянтина Корнякта з Білобок
            - Юрій (1595–1650) — великий канцлер коронний (1643–1650), князь Священної Римської імперії; дружина — Ізабелла Данилович (з 1620 року). За даними Каспера Несецького, його другою дружиною була сандомирська воєводичка Ельжбета з Фірлеїв.
              - Францішек (†1648)
              - Уршуля-Бригіда — дружина коронного обозного[1] Самуеля Каліновського
              - Гелена Текля (†1687) — дружина краківського воєводи князя Александера Міхала Любомирського
              - Анна-Тереза — дружина крайчого королеви,[2] сокальського старости[1] Зиґмунта Денгоффа.

          - Анджей (†1616), дружина Анна Дрогойовська

  - Анджей з Оссоліна